# Propanonitrila
Propanonitrila ou Cianeto de etila é a nitrila de fórmula química C3H5N.É uma simples alifático das nitrilas. Tem a característica de ser um líquido incolor, solúvel em água, usado como um solvente e um precursor de outros compostos orgânicos.

## Produção
A principal via industrial para este alifático é a hidrogenação de Acrilonitrila. É também preparado pela amoxidação de propanol, através da fórmula:
CH 3 CH 2 CH 2 OH O + 2 + NH 3 → CH 3 CH 2 CN + 3 H 2 O 